# Xylem
Xylem (af græsk xylon = "ved" eller "brænde"), på dansk: vedvæv, er den væsentligste bestanddel af veddet i et træ. Xylem er karvæv, som står for transporten af opløste stoffer og vand fra rødder til blade. Xylemet er opbygget af døde celler, der kan opdeles i to grupper: trakeider og kar. De danner tilsammen tynde, men solide rør, og som hos sikarrene, er der huller i begge ender af cellerne. Xylem findes i alt træstof og i det unge levende ved, der også kaldes splintved, danner cellerne lange åbne kæder, de såkaldte kar. Inde i det døde kerneved er cellerne derimod fyldt op med vedstof, især lignin.
Vedkar transporter vand og alle de 17 nødvendige næringsstoffer som skal være opløst for at rødderne kan optage dem gennem jorden, hvilket sker ved hjælp af osmose fordi der er større saltindhold i rødderne, hvilket får det til at trænge ind i rødderne. Vandets videre forløb op i planten sker ved at der opbygges et undertryk som sker ved fordampning fra planten, og så løber der nyt vand til. Vedkarrene er også større end sikarrene, fordi der skal bruges mere vand end der bliver produceret sukker, fordi der fordamper en masse vand fra planten.
Note
1. ↑  Sherwin Carlquist og Edward L. Schneider: The tracheid–vessel element transition in angiosperms involves multiple independent features: cladistic consequences i American Journal of Botany, 2002, 89 side 185-195. Se et abstract online Arkiveret 26. januar 2010 hos  Wayback Machine
2. ↑  Miljøstyrelsen: 4 Modeller til beskrivelse af optagelse fra jord og transport i planter. Se artiklen online

## Eksterne links
- Bioweb: Xylem Arkiveret 29. juli 2013 hos  Wayback Machine